# 反攻大陸

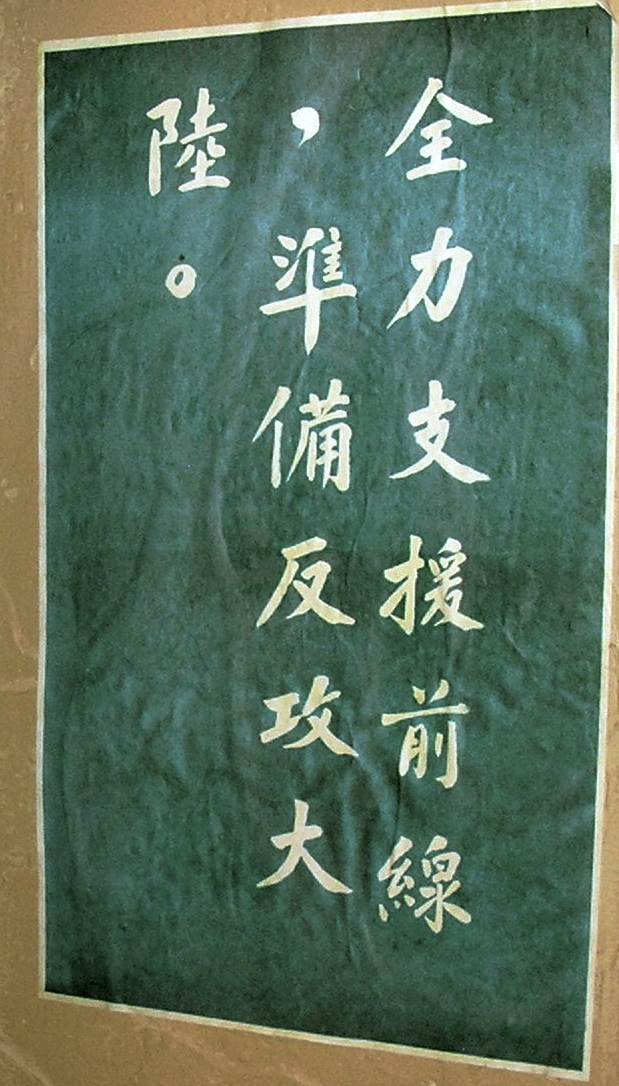
從前在臺灣街頭常見的反攻大陸標語

反攻大陸，又稱光復大陸、反共復國，是中華民國政府自1949年播遷臺灣後至1990年代前的軍事行動和政治主張，意指反攻第二次国共内战後被中国共产党統治的中国大陆，由中華民國統一中國。
在蔣中正與嚴家淦擔任中華民國總統之時，反攻大陸是中華民國在臺灣的重要國策之一。1970年代後，随兩岸情勢及國際情勢改變以及两岸间力量对比的现实因素，反攻大陸的熱度逐漸消退。1980年6月，時任總統兼中國國民黨主席蔣經國提出「三民主義統一中國」的主張，以取代前總統蔣中正與嚴家淦時期的「反共復國」及「反攻大陸」之國策，且順利成為中國國民黨第十二次全國代表大會的政治綱領。之後並由三民主義統一中國大同盟等組織的具體落實。1990年代臺灣民主化及主體意識抬頭後，反攻大陸的主張被執政當局摒棄，成為過往歷史之用詞。

## 歷程

### 籌備時期
第二次國共內戰末期，以中國國民黨為首的中華民國政府失去了對中國大陸的統治權，在1949年底撤退到臺灣。1951年，李弥反攻云南战役失败。1950年代，国军陆续失去中国东南沿海地区岛屿。大陳島撤退后，中華民國的領土僅限於台澎金馬，中國共產黨控制了全中國大陸，並創建中華人民共和國。時任總統兼國民黨總裁蔣中正除了對內喊出了「一年準備、兩年反攻、三年掃蕩、五年成功」的口號外，也同時積極計畫利用殘餘在中國大陸來不及撤退臺灣的中華民國陸軍部隊為內應，以香港與當時仍控制的部分地區為消息中介，指揮其發動對中共的游擊戰。

### 光字計畫與黃龍計畫
1953年5月23日，白團根據軍學研究會主任彭孟緝向蔣中正提出的內容，分別設定「光字計畫」甲、乙兩案；6月11日，實踐學社白鴻亮、戶梶金次郎等人統整向蔣中正報告，正、副參謀總長出席：甲案是單獨反攻，「利用突襲作戰，把福建省作為作戰基地，主力部隊往廣東方面挺進，佔領華南地區需要4〜6個月的時間；乙案是接受美軍等的援助進行反攻，出兵規模遠比甲案小。
1957年，依蔣中正指示於5月16日成立「中興計畫作業室」，擬定反攻作戰計畫。一方面由國防會議副祕書長蔣經國主導，結合國家安全局、軍事情報局、中國國民黨中央第二組，成立黃龍計畫督導小組，9月命名「黃龍計畫」，專注於敵後滲透與情報工作，分成武裝突擊、空降空投、破壞行動、經濟作戰、心理作戰等五大類，共16項行動方案。

### 盧福寧檔案
1958年5月23日，中華民國駐美國武官團團長盧福寧將美國核武攻擊中國大陸計劃的密函交由訪美回國的陳聲簧少將轉呈蔣中正總統，美國國家安全委員會於5月7日前後決定「如果中共進攻外島與臺澎地區時應採取的對策如附件第一」，5月底盧福寧將第二份密函由武官黃武雄轉呈至蔣中正，附件第二附圖3幅「係上次請陳聲簧少將帶呈鈞座附件第一所呈者，因整個文件列入最機密，僅能先獲得附圖三幅」，分別是：（一）「預想匪軍集結地區時投擲原子彈的威力圈」、（二）「放大金門當面地區的原子彈威力圈與投擲中心」、（三）「投彈後國軍登陸反攻大陸三個時期的預想收復區」與（丙）南韓在第一時期配合反攻到達遼河的預想:274-280:6,7。

### 聯合公報不憑藉武力
美國支持「反共」，並且協助強化臺灣軍力，但是無意再度挑起可能引發第三次世界大戰的國共內戰爭端，因此一貫採取消極態度。比起「反攻大陸」，美國的真正目的是對「防衛臺灣」的重視，也就是說蔣介石與美國處於同床異夢的狀態。同年10月23日，蔣中正和美國國務卿杜勒斯發表「聯合公報」，承諾不憑藉武力收復大陸，「正如艾森豪總統9月11日所說，反對武力侵略的立場是唯一符合世界和平的立場……兩國政府重申致力於《聯合國憲章》的原則。他們回顧所依據的條約是防禦性的」，被美方宣傳為成功壓制住熱衷於反攻大陸的蔣介石。 但蔣根本沒有放棄反攻大陸的念頭，反而是暗地裡鍥而不捨地擬定作戰計畫。之後也浮現了大大小小、各式各樣的計畫，包括五五〇四計畫、凱旋計畫、中興計畫、田單計畫等紀錄，後來不了了之。

### 武漢計畫與崑崙計畫
1958年11月27日，蔣中正擬議武漢小組，派空降部隊進行敵後破壞，以收到號召與宣傳反共效果。目標為：「甲、閩贛粵與閩浙交界各縣鎮及其關隘。乙、沿海各縣要地。丙、以人民公社占據為第一對象，對匪幹之控制徹查與利用及防範等方法，與民眾組織領導技能之研究。丁、破壞據點百里內之交通橋梁與沿途伏兵襲擊等戰法之訓練。戊、組民與發槍帶路與通信及退卻方向與處所。己、各種對空通信記號。」27日，命名武漢計畫。1959年2月27日，武漢小組改名武漢計畫研究室。
1953年李彌將軍的滇緬游擊隊撤臺後，柳元麟將軍率領殘部組成緬北游擊隊，繼續從事反共游擊任務；蔣中正總統為突擊共軍先後訂定「雨季計畫」、「康定計畫」，交付實施。1957年，蔣中正向柳下達「安西計畫」執行令，以3000兵力，向滇南發動突襲。1958年冬，蔣即任命夏超率領特種部隊的特一總隊1200人前往緬北，下轄九個教導大隊。1959年4月，國防部實施「興華計畫」，派「興華小組」赴緬督導柳部整頓，並興建孟帕遼（MongPa-liao）機場，同時空軍進行「黑旗計畫」，由駐新竹的三八三一部隊空投武器彈藥。1960年初機場完工後，國防部制定「和風計畫」，由空軍第六聯隊空運特戰部隊前置部署，分三階段行動。7月16日，蔣下令配合游擊隊反攻，將「武漢計畫」整理、改進並充實後，易名為「崑崙計畫」，設立六個目標區。蔣在給彭孟緝手諭中強調，目的在收復雲南全省為反共復國之第二基地。1961年1月5日，蔣派特種部隊司令易瑾前往江拉，籌備在寮北另外成立孟信基地。25日，江拉之役失利，教導總隊策應「保山計畫」，掩護渡湄公河轉入寮國境內。
蔣中正欲力圖維繫柳部繼續留在寮境，或在寮、泰、緬邊境尋找新據點，但補給已更加困難；2月15日空軍一架PB4Y型運補機被緬空軍擊落，來自臺灣的美援裝備遭擄獲。緬甸再度向聯合國控訴中華民國侵略，聯合國決議要求游擊隊撤臺並獲美國支持。與美國交涉期間，蔣中正認為反攻大陸時機還未消逝，但在美方堅持的強大壓力下，武漢計畫已難以為繼；2月25日，蔣決定將游擊隊撤回，不再空投；3月2日簽令，稱為「國雷計畫」，3月17日至4月13日，空軍出動C-46及C-119運輸機，實施「旋風計畫」，自泰國清邁運送4,297員滇緬孤軍及眷屬返回台灣。2月，蔣乃開始籌劃另一新的空投部隊作戰計畫，名為「辛丑計畫」，轉成在粵、閩、浙近海地區進行空投作戰。4月，武漢計畫研究室改為國光作業室，主任朱元琮，副主任孔令晟；特種作戰部門仍稱為「武漢作業室」，部隊定名為「武漢部隊」。

### 天馬計畫與野龍計畫
擬定「武漢計畫」時，蔣同時研究如何避免美方阻力，擬定代號「天馬計畫」，由國防會議副祕書長蔣經國負責與美國中央情報局臺北站長克萊恩磋商。1960年10月8日，「天馬計畫」改稱「野龍計畫」。10日，由蔣經國與克萊恩在臺北簽訂「野龍聯合情報戰略計畫」，計畫運用經過訓情報人員，祕密滲透中國大陸南部、西南部及西北部。
1961年，蔣中正規劃對中國南方各省執行「野龍計畫」，計畫運用敵後空降的方式進入，破壞、策反中共地方組織，並進行游擊作戰，原欲於9月2日實施，但因颱風逼近而延期，不久發生陳懷生駕駛之U-2偵察機遭擊落的事件，計畫最終不了了之。
此時美國對於蔣政權能否存續存有很大疑問，為了避免台灣落入共黨陣營，美曾片面提出與二戰時期支持台灣與澎湖回歸中國的立場（見開羅宣言）相反的台灣地位未定的論點（見臺灣地位未定論），並秘密規劃政變推翻蔣中正，以保持美國在遠東的自身國家利益。其後，隨著國際情勢的變化，冷戰局面逐漸形成，美國轉而支持同樣抱持反共主義的蔣中正，期間亦曾透過西方公司等單位支援其進行了大大小小的對大陸的襲擊行動；但在中華人民共和國政府逐年穩固其統治、成功試爆核彈、與蘇聯分裂後，美國亦陷入越战困境，開始以拉攏中華人民共和國为盟友的想法來取代之前反共的方針，最終於烏坵海戰等小型衝突後，美方嚴格限制並監視蔣中正的軍事行動。

### 國光計畫與王師計畫
蔣中正為反攻大陸，於1961年至1972年積極籌措軍事作戰準備，此即「國光計畫」。1961年，中華民國國防部情報局局長葉翔之開始策畫「海威行動」，即將特種作戰、情報人員空投到中國大陸秘密行動。蔣中正認為：「如果空投3,000－5,000人的突擊隊，斷然可以在大陸點燃推翻中共暴政的革命運動。」
1962年，蔣中正研判：在5、6月間大陸逃港難民最高潮之際，閩粵洪水成災交通斷絕時，在「鎮海附近將軍澳登陸反攻」是反攻大陸的最佳選擇。於是，他要求美方提供5架C-123運輸機、16架B-57轟炸機、20-25艘坦克登陸艇，以支持中華民國國軍小股部隊在香港附近登陸；白宮決定推遲半年交付。10月，中華民國與美國聯合舉行「天兵二號」空降作戰軍演。美軍顧問不許國軍增加油彈存量、對中華民國開徵特別捐籌款不滿，美軍在台協防司令史慕德當面質問國防部長俞大維。此時基層部隊的軍紀問題也層出不窮，從各地官兵偷竊民間飼養的牛隻與家禽而造成軍民糾紛，到偏遠地區的部隊軍紀渙散至叛逃……在時任警備總司令黃杰日記中記錄，種種管理問題令人難以想像。
12月29日，9支國軍武裝部隊空降廣東沿海，次月1日在廣東建立基地。1963年11月19日，反共游擊隊分兩批在福建霞浦海尾與南日島登陸。
中華人民共和國方面資料顯示，從1962年10月至1965年1月，「共殲滅國民黨武裝特務40股，594人」。到1965年，參與「海威行動」的1,800名國軍，只有不到三分之一生還。
1964年8月，發生東京灣事件，越戰情勢升高。翌年，蔣中正以支援越戰為名，向詹森政府推銷巨光五號計畫，出動宋美齡與蔣經國親訪華府；並於年底辦宴款待來訪的美國參謀長聯席會議主席厄爾·惠勒以爭取支持，但美國政府考慮再三後於1966年初否決。
1965年6月17日，蔣中正前往陸軍軍官學校召集軍方中層以上軍官開會預備發動反攻，所有軍官都已預留遺囑。期間為求保密，另以D日（D-Day）作為正式攻擊發起日期。8月6日凌晨，中華民國海軍劍門、章江軍艦執行「海嘯一號演習」任務，預計運送身上穿著解放軍制服的陸軍特種情報隊隊員在大陸沿海先南往海南島進行欺敵戰術，而後再北上東山島海域欲進行滲透以偵測登陸作戰所需情報，並且由中華民國空軍協力支援。然而兩艘軍艦從高雄左營出發後就已經受到解放軍的監視，解放軍魚雷艇已早在東山島海域附近兄弟嶼進行伏擊，雙方於凌晨01:30激戰一夜至清晨06:00，劍門艦和章江艦遭擊沉，殉難官兵近二百人，是為「八六海戰」。
11月14日，海軍「永字號」砲艦山海艦與臨淮艦由馬公駛烏坵執行傷患接運任務，在航抵距烏坵南約十浬海面，遭遇到中國人民解放軍海軍12艘快艇，雙方激戰三小時，雖擊傷一艘解放軍快艇，但臨淮艦亦被擊沉，山海艦安返（中华人民共和国官方資料則稱山海艦負傷），是為「烏坵海戰」，國光計畫自此停擺不前。
二次海戰都敗於共軍，暴露出國軍作戰能力嚴重不足，以及內部情報已大量洩漏的問題，完全屏除美方援助而由國軍單獨進行的「田單計畫」也草草收尾，自此之後再也沒有實際執行的軍事反攻行動。蔣中正也在日記當中檢討了國軍洩密問題嚴重。

### 結束
1972年7月20日，中華民國政府裁撤國光作業室，併入國防部。
1991年時任總統兼國民黨主席李登輝正式宣布終止動員戡亂時期，不過他在總統任內仍然提出「中華民國在臺灣，主導國家的統一。」

### 現今
隨著兩岸交流的日漸頻繁和臺灣民主化的日趨成熟以及冷戰結束後國際的現實面，進入1990年代以後「反攻大陸」等臺灣威權統治時期的相關政治口號已不再宣傳，中華民國政府亦轉向兩岸和平政策及转变对大陆当局的態度，此類標語成為歷史的印記。但仍然有少数政治人物會使用「反攻大陸」的相關政治口號宣傳自己的政见。